# Yahoo (2021)
Yahoo! Inc. (['jaːhuː], deutsche Aussprache: [jaː'huː]; 2017–2019 Firmierung als Oath, 2019–2021 Verizon Media) ist ein 2017 gegründetes US-amerikanisches Unternehmen mit Sitz in New York City und Sunnyvale, das unter anderem das gleichnamige Webportal Yahoo betreibt. Es war bis 2021 eine hundertprozentige Tochtergesellschaft von Verizon Communications und ist seither mehrheitlich in Besitz von Apollo Global Management. Die Gesellschaft ist ein Zusammenschluss von über 50 Medien- und Technikunternehmen, darunter AOL und Yahoo, mit zusammen einer Milliarde Kunden.

## Hintergrund
Die Unternehmensgeschichte der ursprünglichen Yahoo! seit 1994 ist unter Altaba#Unternehmensgeschichte dargestellt.

Kurzzeitiges Logo und Name nach der Zusammenlegung von Yahoo! und AOL in der Verizon-Gruppe

Verizon gab die Übernahme von AOL im Mai 2015 und die Übernahme von Yahoo im Juli 2017 bekannt. Die nicht veräußerten Unternehmensteile von Yahoo! Inc. (insb. das Beteiligungsvermögen) wurden in Altaba umbenannt. Nach Abschluss der Transaktion fasste Verizon das Online-Mediengeschäft unter der Geschäftseinheit Oath zusammen, ab Januar 2019 unter dem Namen Verizon Media.
Die Hauptniederlassungen von AOL und Yahoo wurden zu den Zentralen von Verizon Media. Diese sind in New York City und Sunnyvale. Verizon Media besitzt weitere Standorte in Australien, Belgien, China, Dänemark, Frankreich, Deutschland, Hong Kong, Indien, Irland, Israel, Italien, Japan, Kanada, Luxemburg, den Niederlanden, Neuseeland, Norwegen, Singapur, Südkorea, Spanien, Schweden, Taiwan, Thailand und verteilt in den Vereinigten Staaten von Amerika.
2021 wurde Verizon Media mehrheitlich an Apollo Global Management verkauft, Verizon behielt nur einen Minderheitsanteil von 10 %. Mit dem Verkauf wechselte auch der Vorstandsvorsitzende, Guru Gowrappan wurde zum 27. September 2021 durch Jim Lanzone abgelöst, der vormals Tinder leitete. Der Verkauf sollte rechtlich bis Ende 2021 abgeschlossen werden; das Unternehmen firmiert seither wieder unter dem Namen Yahoo. 
Im Februar 2023 kündigte Yahoo rund 1000 Angestellten, dem sollten bis zum Ende des Jahres weitere 600 folgen – insgesamt 20 % der Belegschaft. Betroffen war vor allem der interne Anzeigen-Marktplatz (ad tech), dessen betreuende Abteilung auf die Hälfte geschrumpft wurde. Anstelle der Eigenentwicklung werde man auf den externen Dienstleister Taboola zugreifen, um die Reichweite bei Werbekunden zu erhöhen.

### Marken
Einige Marken von Yahoo sind unter anderem:
- AOL
- Engadget
- RYOT
- TechCrunch
- Yahoo

Im Oktober 2019 wurde bekannt, dass die Webinhalte von Yahoo! Groups zum 14. Dezember 2019 von der Yahoo!-Webseite entfernt werden. Die Gruppen wurden lediglich als Mailinglisten fortgeführt. Über die Webseite war nur noch eine im Komfort stark reduzierte Administration der abonnierten und administrierten Gruppen möglich. Alle hochgeladenen Dateien, Beiträge usw. wurden entfernt. Nutzer konnten die gelöschten Inhalte noch bis ca. Januar 2020 als Paket anfordern. Die Bearbeitung der Anforderungen dauerten mehrere Wochen. Einige Archivteams, die sich neu gebildet hatten, um die aus dem WWW entfernten Inhalte für die Nachwelt zu retten, wurden von Yahoo wegen „Verstoßes gegen die Nutzungsbedingungen“ gesperrt.
Am 13. Oktober 2020 kündigte Yahoo auf seiner Webseite an, dass der Dienst Yahoo! Groups nach 20 Jahren Existenz zum 15. Dezember 2020 komplett eingestellt werde. Angeblich wurde die E-Mail an die verbliebenen Nutzer verschickt, in deutschsprachigen und vielen anderen noch nicht von den Inhabern gelöschten internationalen Gruppen ist diese Mail nicht angekommen, so dass die Nutzer der noch aktiven Mailinglisten von der plötzlichen Abschaltung überrascht wurden.

### Ehemalige Marken
- Alto
- AOL Instant Messenger
- BrightRoll
- Flickr[17]
- HuffPost
- Crunchbase
- MapQuest
- Moviefone
- Polyvore
- Tumblr[18]